# Muchalanahalli, Gubbi
Muchalanahalli là một làng thuộc tehsil Gubbi, huyện Tumkur, bang Karnataka, Ấn Độ.